# Herman Schultz

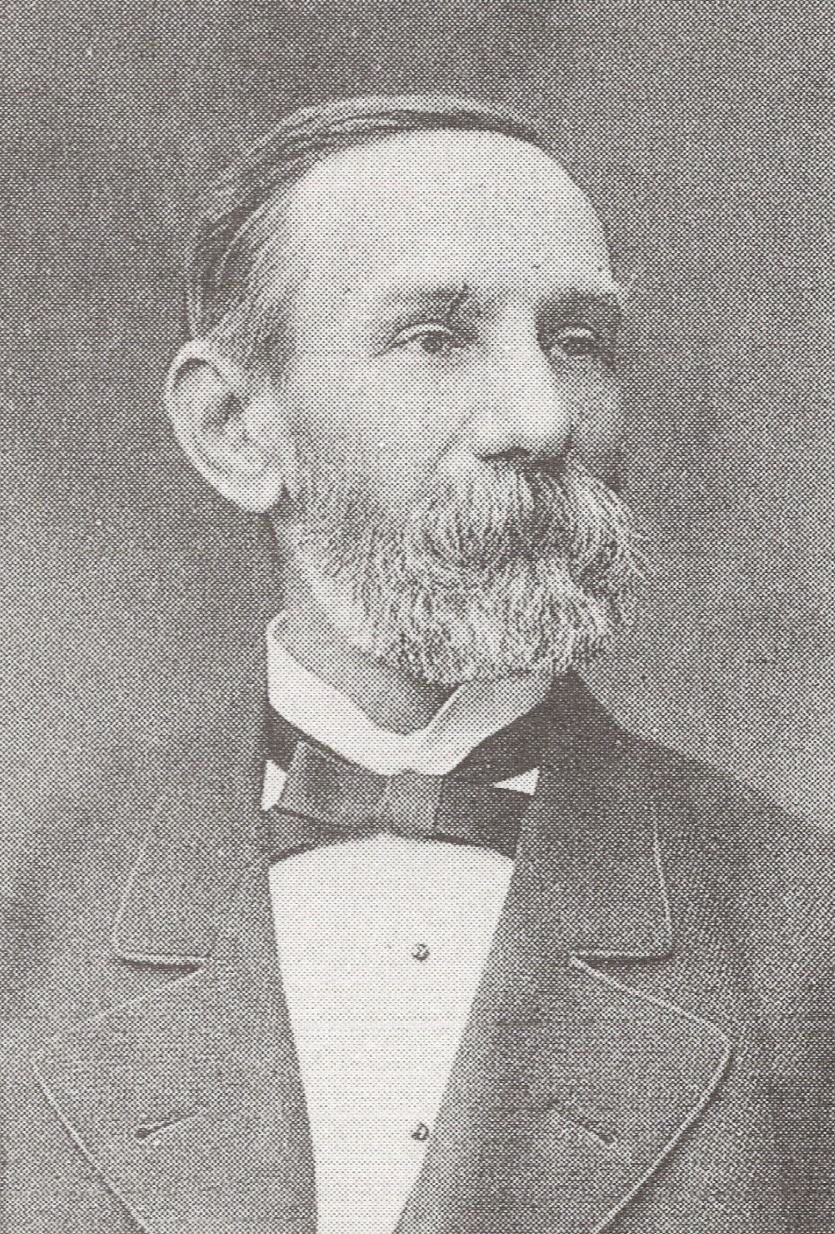
Herman Schultz

Per Magnus Herman Schultz (Nykvarn, 7 juli 1823 - Stockholm, 8 mei 1890) was een Zweeds astronoom. Hij werd in 1878 professor in de astronomie aan de Universiteit van Uppsala en directeur van de Sterrenwacht in Uppsala. Schultz ontdekte 13 objecten die werden opgenomen in de NGC-catalogus.
Schultz werd in 1873 lid van het Koninklijk Gezelschap der Wetenschappen in Uppsala en in 1875 van de Kungliga Vetenskapsakademien.

## Deepskyobjecten in de New General Catalogue, ontdekt door Herman Schultz
NGC 18, NGC 408, NGC 414, NGC 510, NGC 2912, NGC 3272, NGC 6933, NGC 7325, NGC 7333, NGC 7560, NGC 7561, NGC 7571, NGC 7815.
- Gemeinsame Normdatei: 117647276
- International Standard Name Identifier: 0000 0001 0830 3522
- Library of Congress Control Number: n86868395
- Mathematics Genealogy Project: 234503
- Nederlandse Thesaurus van Auteursnamen: 239901312
- LIBRIS: 282786
- Système universitaire de documentation: 115687432
- Virtual International Authority File: 38419366
- WorldCat: E39PBJxhqpYPHp7thcmkkKgBT3